# Рубль Вооружённых Сил Юга России
Рубль Вооружённых Сил Юга России — денежная единица, выпускавшаяся в 1919—1920 годах Вооружёнными силами на Юге России на территории Крыма и Кубани.

## История
В результате Гражданской войны в России в 1920 году большая часть территории страны была занята Красной Армией. Вооружённые Силы Юга России под командованием генерала Врангеля были вынуждены отступить на территорию Крыма и Кубани.
В условиях экономической блокады, проводимой советским правительством, ВСЮР столкнулись с нехваткой денежных средств. Для решения этой проблемы было принято решение о выпуске собственной валюты.

## Выпуск
Первые рубли ВСЮР были выпущены в 1919 году. Они были изготовлены из бумаги и имели номинал в 1, 2, 5, 10, 25 и 50 рублей. На купюрах были изображены портреты русских императоров и исторические события.
В дальнейшем выпускались более высокие номиналы.

## Обмен
Первоначально рубль ВСЮР обменивался на золото по курсу 1:1. Это был очень выгодный курс, который привлекал к валюте ВСЮР внимание не только жителей Крыма и Кубани, но и других регионов России.

## Вывод из обращения
В результате поражения ВСЮР в Гражданской войне рубль ВСЮР был выведен из обращения в 1922 году.

## Интересные факты
- Рубли ВСЮР были известны своей высокой художественной ценностью.
- Некоторые купюры ВСЮР были изготовлены в Германии и Франции.
- Рубли ВСЮР до сих пор пользуются популярностью среди коллекционеров.